# Дымка (ткань)

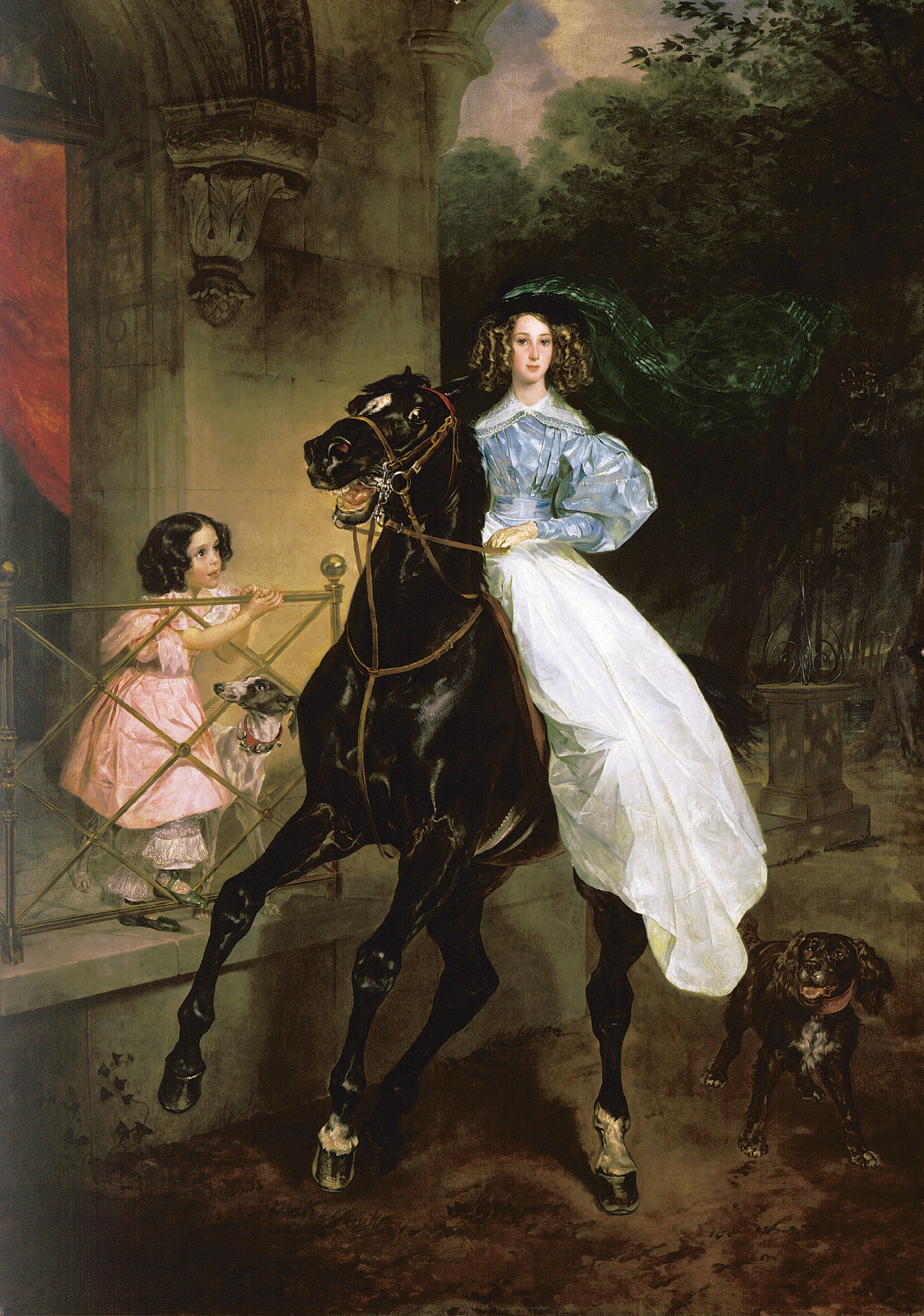
К. П. Брюллов. Всадница. 1832

Ды́мка — лёгкая полупрозрачная, слегка морщинистая, обычно однотонная шёлковая ткань газового или крепового переплетения, использовавшаяся в женской одежде. Свойства ткани, похожей на лёгкий утренний туман, обусловили её название.
Пик популярности дымки приходится на рубеж XVIII—XIX веков и первую треть XIX века. Из дымки шили в основном бальные платья. В «Войне и мире» Л. Н. Толстого упоминаются белые дымковые платья на розовых чехлах, с розанами в корсаже. Дымку расшивали металлической нитью или шёлком. В «Рассказах бабушки», воспоминаниях Е. П. Яньковой, записанных Д. Д. Благово, встречаются платья «с большими букетами по белой дымке». В рассказе «Павлин» Н. С. Лескова в «лёгкий эфирный хитон из расцвеченной красками в тень дымки» была одета Люба. Фамусов в «Горе от ума» А. С. Грибоедова замечает: «Умеют же себя принарядить / Тафтицей, бархатцем и дымкой». В XIX веке бальные платья из дымки уже носили только совсем молодые девицы, молодые женщины одевались в узорчатые шелка. Дымку стали выпускать и в тёмных тонах. В 1830-е годы дымка шла на отделку одежды, на шляпки и косынки. У А. Ф. Вельтмана в «Сердце и думка» упоминается дымковая роскошная шляпка, обшитая рюшем из шёлкового тюля. Во второй половине XIX века дымкой стали называть сорта вуали и крепа, а также шарфы на дамских цилиндрах для верховой езды и траурные покрывала. Современные ткани типа дымки уже называют газовыми.